# 1725 en France
Chronologie de la France
- 1721
- 1722
- 1723
- 1724
- 1725
- 1726
- 1727
- 1728
- 1729

Cette page concerne l’année 1725 du calendrier grégorien.

## Événements
- 20 février : le roi, qui vient d'avoir 15 ans, est frappé d’une maladie foudroyante qui met durant quarante-huit heures ses jours en péril[1]. Le Duc de Bourbon, son cousin et principal ministre, Prince du sang, craignant de voir le duc d'Orléans, autre cousin et héritier du trône, ceindre la couronne, décide de marier le roi au plus vite afin qu'il engendre un héritier au plus tôt. Cependant le roi est fiancé à l'infante Marie-Anne d'Espagne, âgée de 7 ans, qui est éduquée à Versailles en attendant d'être nubile.

- 1er mars : le Conseil du roi écrit au roi d’Espagne pour lui annoncer la décision de rompre les fiançailles entre Louis XV et l’infante, qui part le 5 avril pour Madrid. Les relations diplomatiques entre la France et l’Espagne sont rompues[2].

- 1er mai : ouverture à Nîmes du synode clandestin des églises protestantes du Languedoc et des Cévennes en présence d’Antoine Court. Benjamin Duplan, d’Alès, est nommé député général des synodes des Églises réformées de France auprès des puissances protestantes d’Europe[3].
- 12 mai : naissance de Louis-Philippe d'Orléans, duc de Chartres, petit-fils du régent[4].
- 27 mai : Louis XV, à son petit lever, annonce à la Cour son mariage avec la princesse de Pologne Marie Leszczynska[5]. La cour et la famille royale et la cour sont consternées par la "basse  extraction" de la promise. Le duc de Lorraine (et la duchesse, princesse Française et tante du roi), dont la fille aînée était pressentie pour devenir reine de France, sont outrés. La Lorraine ressert ses liens avec l'Empire.

- 5 juin : rétablissement du droit de joyeux avènement[6].
- 8 juin : établissement par un lit de justice de l’impôt du cinquantième des revenus foncier (2 %), y compris ceux des nobles, prélevés en nature sur le produits agricoles, en argent sur les autres, élaboré par Dodun. Le maréchal de Villars s’y oppose et l’impôt échoue[7].

- Été pluvieux. Déficits céréaliers issus des fortes pluies. Disette en France du Nord[8]. Émeutes de subsistances à Caen, à Reims, à Rouen, à Paris et autres lieux[9].

- 25 juin : émotion populaire à Caen au sujet du prix du blé. Des maisons sont pillées, l’intendant François Richer d’Aube, pris à partie, doit fuir. Le 26 juin, la troupe intervient dans la halle et un passant est blessé à mort[10].

- 5 juillet : à Paris, procession de la châsse de sainte Geneviève pour obtenir la fin des pluies[11].
- 9 juillet : émeute à Paris dans le faubourg Saint-Antoine ; les boutiques des boulangers sont pillées[10].

- 9 août : signature du contrat de mariage de Louis XV avec Marie Leszczynska[4].
- 15 août : mariage par procuration à Strasbourg de Louis XV avec Marie Leszczynska[5].

- 3 septembre : alliance défensive d’Herrenhausen, près de Hanovre, entre la Prusse, la France et la Grande-Bretagne[12]. Le traité maintient le statu quo en Europe.
- 5 septembre : mariage de Louis XV, avec Marie Leszczynska, fille du roi de Pologne Stanislas Leszczynski[5]. Création de maîtrises d’arts et métiers dans tout le royaume à l’occasion du mariage du roi[13].

- 10 octobre : vendanges tardives en Bourgogne[8].

- 20 novembre : déclaration royale ordonnant la réduction des pensions[13].

- 1er décembre : le roi et la reine arrivent de Fontainebleau a Versailles[4].
- 18 décembre : manœuvre vaine du duc de Bourbon contre le cardinal de Fleury, qui entraine sa disgrâce[14].

- Fondation de la première loge maçonnique à Paris, rue des Boucheries à Paris, par des émigrés jacobites anglais, dont le grand-maître Lord Dewenwater[15].